# Zoológico de Zúrich
El Zoológico de Zúrich (en alemán: Zoo Zürich) es un zoológico ubicado en Zúrich, en Suiza. Fue inaugurado en 1929 y, desde 2004, cuenta con 2200 ejemplares de 300 especies. Se encuentra en Zürichbergstrasse, en la parte baja de la Zürichberg.
Uno de los eventos más populares es el paseo de los pingüinos, que se realiza todos los días después del mediodía cuando la temperatura exterior es inferior a 10 °C.
El zoólogo Heini Hediger fue director del Zoológico de Zürich de 1954 a 1973.